# Fritz Wöhrn
Fritz Oskar Karl Wöhrn, född 12 mars 1905 i Rixdorf bei Berlin, död 18 december 1979 i Bad Neuenahr-Ahrweiler, var en tysk SS-Hauptsturmführer och tjänsteman vid Reichssicherheitshauptamt, Nazitysklands säkerhetsministerium. Han var en av Adolf Eichmanns medarbetare och handhade bland annat frågor rörande Mischlinge (halvjudar) och blandäktenskap.
En domstol i Berlin dömde år 1971 Wöhrn till tolv års fängelse för medhjälp till mord.